# Statek handlowy

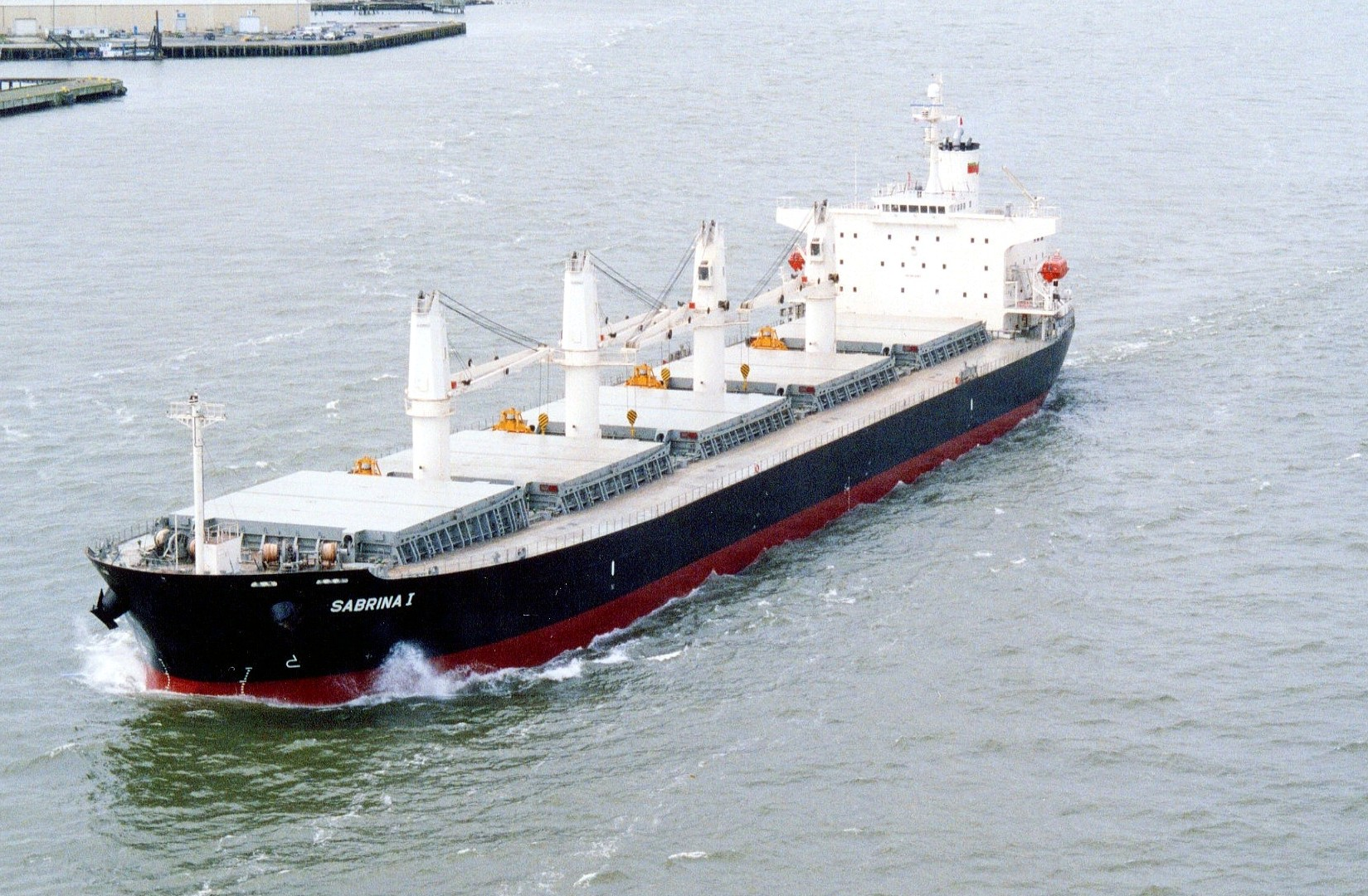
Typowy współczesny statek handlowy do przewozu ładunku (masowiec)

Statek handlowy – statek przeznaczony lub używany do prowadzenia działalności gospodarczej, a w szczególności do: 
- przewozu ładunku lub pasażerów,
- rybołówstwa morskiego lub pozyskiwania innych zasobów morza,
- holowania,
- ratownictwa morskiego,
- wydobywania mienia zatopionego w morzu,
- pozyskiwania zasobów mineralnych dna morza oraz zasobów znajdującego się pod nim wnętrza Ziemi[1].

Statki handlowe można podzielić na cztery podstawowe grupy, w zależności od przeznaczenia:
- towarowe
- pasażerskie
- rybackie
- pomocnicze.